# Санчик, Александр Семёнович
Алекса́ндр Семёнович Са́нчик (род. 15 октября 1966, Москва, СССР) — российский военачальник, генерал-полковник. Командующий войсками Южного военного округа с ноября 2024 года.
Из-за вторжения России на Украину находится под санкциями Евросоюза, Великобритании, Канады и других стран.

## Биография
Родился в 1966 году.
С 1985 по 1989 год — курсант Ташкентского высшего танкового командного ордена Ленина училища имени дважды Героя Советского Союза маршала бронетанковых войск П. С. Рыбалко. В 2000 году окончил Общевойсковую академию Вооружённых сил Российской Федерации, 2017 — Военную академию Генерального штаба Вооружённых сил Российской Федерации.
С 2013—2014 — командир 27-й отдельной гвардейской мотострелковой бригады.
С 2014—2015 — командир 2-й гвардейской мотострелковой дивизии.
С 2015—2017 — слушатель факультета национальной безопасности и обороны государства Военной академии Генерального штаба Вооружённых сил Российской Федерации.
С 2017—2020 — заместитель командующего 58-й общевойсковой армией Южного военного округа.
С сентября 2020—2023 — командующий 35-й общевойсковой армией Восточного военного округа.
С 2023 года — начальник штаба — первый заместитель командующего войсками Восточного военного округа.
На май 2024 года — временно исполняющий обязанности командующего войсками Восточного военного округа.
В ноябре 2024 года назначен командовать группировкой войск (сил) «Юг» на Украине.

## Санкции
2 августа 2022 года, из-за вторжения России на Украину, включён в санкционный список Канады «соратников режима» как «причастный к неспровоцированному и неоправданному вторжению России в Украину, включая резню в Буче».
13 декабря 2022 года попал под санкции Великобритании как причастный к ракетным ударам по украинским городам.
25 февраля 2023 года внесён в санкционный список всех стран Евросоюза за поддержку и осуществление действий, которые подрывают территориальную целостность, суверенитет и независимость Украины".
По аналогичным основаниям находится под санкциями Швейцарии, Украины, Японии и Новой Зеландии.

## Награды
- Орден Жукова
- Орден За военные заслуги
- Медаль «За отличие в воинской службе» 2-й степени
- Юбилейная медаль «70 лет Вооружённых Сил СССР»
- Медаль «За боевые отличия»
- Медаль «За воинскую доблесть» 1-й степени
- Медаль «За воинскую доблесть» 2-й степени
- Медаль «За укрепление боевого содружества»
- Медаль «За отличие в военной службе» 1-й степени
- Медаль «За отличие в военной службе» 2-й степени
- Медаль «За отличие в военной службе» 3-й степени
- Медаль «За участие в военном параде в День Победы»
- Медаль «За отличие в службе в Сухопутных войсках»
- Медаль «Участнику военной операции в Сирии»